# Нова Рокітня
Нова Рокітня (пол. Nowa Rokitnia) — село в Польщі, у гміні Стенжиця Рицького повіту Люблінського воєводства.
Населення — 192 особи (2011).

## Демографія
Демографічна структура станом на 31 березня 2011 року:
|          | Загалом | Допрацездатний вік | Працездатний вік | Постпрацездатний вік |
| -------- | ------- | ------------------ | ---------------- | -------------------- |
| Чоловіки | 89      | 21                 | 53               | 15                   |
| Жінки    | 103     | 25                 | 48               | 30                   |
| Разом    | 192     | 46                 | 101              | 45                   |